# Katerina Gogou
Katerina Gogou (en griego: Κατερίνα Γώγου; Atenas, 1 de junio de 1940 - Ibid., 3 de octubre de 1993) fue una poeta, anarquista, autora y actriz griega. Antes de su suicidio por sobredosis de pastillas a la edad de 53 años, Gogou apareció en más de treinta películas griegas.

## Primeros años
Gogou nació en Atenas, Grecia. Temprano en su niñez vivió la ocupación nazi de Grecia, la cual comenzó en 1941.
Uno de sus libros, Three Clicks Left, fue traducido al inglés en 1983 por Jack Hirschman y publicado por Night Horn Books en San Francisco. El título griego era 'Τρία κλικ αριστερά'; fue publicado por primera vez por Kastaniotis en 1978. Su poesía fue conocida por su contenido rebelde y anarcocomunista.
Numerosos poemas escritos por Gogou aparecieron en Parangelia (παραγγελιά), una película griega sobre la vida de Nikos Koemtzis quién, en 1973, mató a tres individuos (dos de los cuales eran policías) e hirió a otros ocho en un club bouzouki en Atenas sobre un baile.